# Drosophila melanopedis
Drosophila melanopedis är en tvåvingeart som beskrevs av Elmo Hardy 1965. Drosophila melanopedis ingår i släktet Drosophila och familjen daggflugor.
Artens utbredningsområde är Hawaii.